# Scaphoideus punctulatus
Scaphoideus punctulatus är en insektsart som beskrevs av Melichar 1903. Scaphoideus punctulatus ingår i släktet Scaphoideus och familjen dvärgstritar. Inga underarter finns listade i Catalogue of Life.